# Museo zoologico (Napoli)
Il Museo zoologico è una delle collezioni dei cosiddetti musei universitari, cioè quei musei gestiti direttamente dall'Università degli Studi di Napoli Federico II.

## Storia
Il museo, fondato nel 1813 da Gioacchino Murat, fu formato dall'acquisto di alcune collezioni private unitamente con i reperti già in possesso dei Borbone; il suo primo direttore, Luigi Petagna, mise insieme questi materiali in una collezione organica ed ottenne come sede il primo piano del collegio maggiore dei gesuiti in via Mezzocannone, dove è tuttora ospitato. È solo però nel 1845, sotto la direzione di Giosuè Sangiovanni, che il museo si sposterà nella sua collocazione attuale, anche grazie al continuo ampliamento della collezione che si era arricchita di una sezione anatomica e patologica, rendendo così necessario uno spazio più capiente.

## Collezione
Tante sono le raccolte ospitate dal museo, ma le più importanti sono sicuramente quella entomologica e malacologica; quest'ultima in particolare si presenta molto ricca di materiale, raccogliendo infatti tutte le classi di molluschi del Mediterraneo.
L'attrazione principale del museo è però la collezione dei vertebrati che si fregia di ospitare, tra i tanti reperti, lo scheletro di una balena franca boreale, ritrovata nel Mediterraneo, e quello di un elefante, giunto a Napoli nel 1742 come dono al re Carlo di Borbone. L'elefante partecipò a diverse sfilate, suscitando la meraviglia della popolazione locale, e all'opera Ezio di Pietro Metastasio, che debuttò al teatro San Carlo nel 1743, segno del gusto dell'esotico che dilagava alla metà del XVIII secolo.
Tra le specie estinte presenti al museo sono degne di nota l'esemplare di colomba dell'Isola di Norfolk, quello di wallaby dalla coda unghiata lunato (Onychogalea lunata) e quello di leone berbero.
Nella collezione malacologica è inoltre presente un esemplare di patella ferruginea, mollusco attualmente estinto, rinvenuto nel golfo di Napoli.
Da segnalare inoltre la presenza nel museo della collezione Costa, che prende il nome da Oronzio Gabriele Costa, importante studioso di scienze naturali, che donò al museo la sua collezione composta da circa trentamila esemplari di animali esotici e italiani.

## Orari di visita
- Dal lunedì al venerdì dalle ore 9.00 alle 13.30
- Lunedì e giovedì anche dalle ore 14.30 alle 16.50